# مالكولم كريستي
مالكولم كريستي (بالإنجليزية: Malcolm Christie)‏ (11 أبريل 1979 في المملكة المتحدة - ) هو لاعب كرة قدم بريطاني في مركز الهجوم. شارك مع منتخب إنجلترا تحت 21 سنة لكرة القدم. أما مع النوادي، فقد لعب مع ديربي كاونتي وليدز يونايتد ونادي ميدلزبره ونونيتون بورو ‏.

## وصلات خارجية
- مالكولم كريستي على موقع قاعدة بيانات كرة القدم.إي يو (الإنجليزية)
- مالكولم كريستي على موقع Soccerbase.com (لاعب) (الإنجليزية)
- مالكولم كريستي على موقع عالم كرة القدم.نت (الإنجليزية)